# (1614) Goldschmidt
(1614) Goldschmidt est un astéroïde de la ceinture principale découvert le 18 avril 1952 par l'astronome français Alfred Schmitt.

## Historique
Le lieu de découverte, par l'astronome français Alfred Schmitt, est Schaerbeek.
Sa désignation provisoire, lors de sa découverte le 18 avril 1952, était 1952 HA.
Il est nommé d'après le peintre et astronome franco-allemand Hermann Goldschmidt, célèbre pour être le découvreur d'astéroïdes parmi les tout premiers.